# 4-다이포스포사이티딜-2-C-메틸에리트리톨 2-인산
4-다이포스포사이티딜-2-C-메틸에리트리톨 2-인산(영어: 4-diphosphocytidyl-2-C-methylerythritol 2-phosphate, CDP-MEP)은 아이소프레노이드 전구체를 생합성하는 비메발론산 경로의 대사 중간생성물이다. 4-다이포스포사이티딜-2-C-메틸에리트리톨 2-인산(CDP-MEP)은 4-(사이티딜 5'-다이포스포)-2-C-메틸에리트리톨 키네이스(CDP-ME 키네이스)에 의해 4-다이포스포사이티딜-2-C-메틸에리트리톨(CDP-ME)로부터 생성된다. 4-다이포스포사이티딜-2-C-메틸에리트리톨 2-인산(CDP-MEP)은 2-C-메틸에리트리톨 2,4-사이클로다이포스페이트 생성효소에 의해 2-C-메틸에리트리톨-2,4-사이클로피로인산(MEcPP)로 전환된다.

## 같이 보기
- 비메발론산 경로
- 4-다이포스포사이티딜-2-C-메틸에리트리톨 (CDP-ME)
- 4-(사이티딘 5'-다이포스포)-2-C-메틸에리트리톨 키네이스 (CDP-ME 키네이스)